# Воссіноїсаарі
Воссінойса́рі (рос. Воссинойсари, фін. Vossinoinsaar) — невеликий острів у Ладозькому озері, частина Західного архіпелагу. Територіально належить до Лахденпохського району Карелії, Росія.
Острів витягнутий з північного заходу на південний схід на 3 км, ширина 0,9 км. Вкритий лісами.